# 김삼룡 (1908년)

1950년 4월 1일자 동아일보. 남로당 핵심간부인 김삼룡과 이주하가 검거되었다고 보도된 기사.

김삼룡(1908년 ~ 1950년)은 일제강점기에 활약했던 공산주의계열 독립운동가이자 미군정기 남로당 주요 간부로 활약한 공산주의자이다.

## 생애

### 일제강점기
충북 중원군 엄정면에서 가난한 소작인의 아들로 태어났다. 어려서 아버지를 잃고 홀어머니 아래 여섯 형제가 혹독한 가난속에서 불우하게 보냈다고 한다. 보통학교 졸업했으나 진학할 형편이 못 되던 그는 담임선생의 소개로 경성부에 있던 고학당에 들어갔다. 거기서 김삼룡은 사회과학 서적들을 읽으면서 사회주의에 접하게 된다. 이후 고려공청의 지도를 받아 독서회를 조직하다가 1930년 11월에 일제 경찰에 체포되어 1년형을 받고 옥고를 치렀다. 1년형 마치고 출옥후 김삼룡은 이재유, 이현상과 같이 경성트로이카를 결성하여 노동운동에 활동한다.

### 해방 이후
1950년, 조선민주주의인민공화국은 대한민국이 체포한 이주하, 김삼룡 등과 북조선이 감금중인 조만식을 교환하기 위한 남북 협상에서 6월 23일을 일방적으로 정했다.

## 같이 보기
- 경성트로이카
- 경성콤그룹
- 조선공산당
- 박헌영
- 이주하
- 이관술
- 이현상